# 臺灣裔泰國人

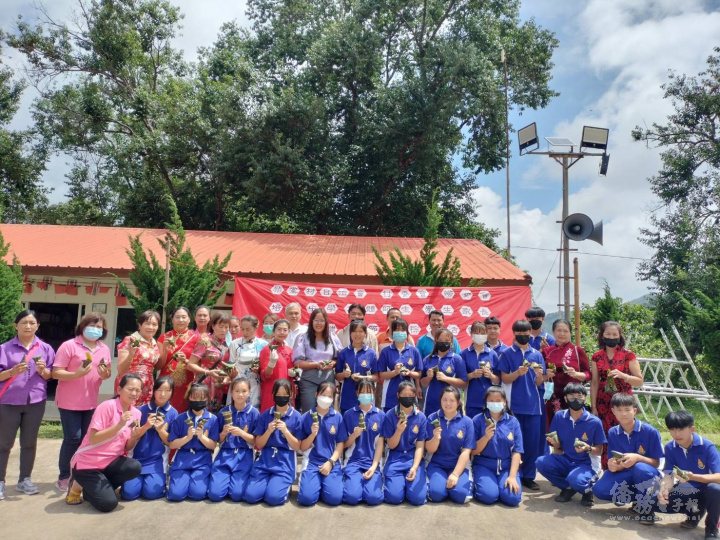
孤軍後裔在僑務委員會扶助下參與端午包粽子習俗

臺灣裔泰國人，指祖先、父母或自身來自臺灣的泰國籍公民、永久居民和新住民等。

## 歷史

### 戰前
臺灣人定居泰國最早可見於日治時期。根據1919年日本駐暹羅公使館之報告，當時已有臺灣人移居暹羅。1930年代在臺灣總督府積極鼓勵下臺灣人大量前往定居、拓殖，此時期由於臺灣人以臺灣語為溝通用語，與當地潮州人所通行之潮州語相近，兩者溝通上較無障礙，另外部份臺灣人亦學會日本語可與日本人進行交流，遂使臺灣人成為日本商社與當地華人或暹羅商人間的溝通中介。
1938年3月暹羅與大日本帝國簽訂《日暹新約》，該條約允許日本國民長期居住，並可進行宗教、教育、社會救濟等活動，享有購置和租賃房屋、工廠、倉庫、店鋪及租用土地等特權，同時日本政府及臺灣總督府祭出「曼谷線-臺灣寄港」跨國海運航線（日本−基隆或高雄−暹羅）、對臺灣公會給予常態性經費，補助臺灣公會附屬幼兒園臨時費等政策，以及藉臺灣拓殖株式會社子公司臺灣棉花株式會社在暹羅收購土地經營棉花栽培事業，來吸引臺灣人前往。1940年起隨著《日泰友好條約》、《日泰攻守同盟條約》確立，以及「東京－臺北－曼谷線」、「臺北－曼谷臨時線」、「橫濱－淡水－曼谷線」等空運航線的開通，加速了「工業臺灣，農業南洋」及南進政策的腳步，促使臺灣人以茶葉買賣和戰俘營下級監視員等原因前往泰國，如黃奇珍、陳有章、周士印、李志城、蘇添桂、林金賀等人，且由於泰國在二戰期間為中立國，臺灣人並未隨日本戰敗被驅逐出境。

### 戰後
隨著第二次國共內戰的推進，雲南人民反共志願軍第三、五軍因未能撤離而滯留在泰緬邊境成為泰北孤軍，統轄權歸於泰國政府，泰方稱之為「國民黨中國軍隊難民」，後來為泰國政府收編，協助泰國政府清剿泰共。孤軍第二代因受中華民國傳統教育，認定中華民國中央政府所在地之臺灣為祖國，因此情感上對臺灣前來的人員多抱有歸屬感，雖當中部分孤軍因協助泰國政府掃盪泰共而獲得泰國居留權，然而亦有孤軍僅獲得泰國難民證，孤軍第三代部分仍以難民的身份居住在泰北，生活辛苦卻無法獲得協助。
1990年代開始南向政策、新南向政策的推出，鼓勵並吸引臺灣人前往泰國等東南亞地區進行商業投資和留學移民，商業投資有如余聲清、康樹德等人，而留學和遊學方面則有國立屏東大學與泰國王家大學系統學術交流合作協議等措施。

## 教育及語言
戰間期至第二次世界大戰和冷戰的泰國奉行泰民族主義政策，查禁所有華文學校，導致幾乎所有華裔泰國人，包括臺灣裔泰國人都遭泰化至僅能以泰語溝通。後中華民國僑務委員會目前開始在泰國設立僑校，使用中華民國教育體系教授中華民國教育部定的正體字、注音符號以進行國語教學，同時1999年起泰國政府對華語文教育採取開放與鼓勵的政策，將華文列為大學入學外語考試的選擇科目之一，2008年華語被納入泰國國民教育體系，成為僅次於英語的第二外語。

## 宗教
臺灣裔泰國人主要信仰道教、漢傳佛教和臺灣民間信仰，而被泰族同化臺灣裔泰國人則信仰上座部佛教，亦有部分同時信仰臺灣民間信仰與上座部佛教，如暹羅代天宮即是臺灣裔移民自南鯤鯓代天府所分靈之臺灣民間信仰廟宇。

## 媒體
臺灣裔泰國人在泰國主要有聯合報系所屬之傳統媒體《泰國世界日報》、台灣人創立之網路媒體《看見泰國》等可供閱讀，而前者同時為泰國境內最大之漢文媒體。

## 外部鏈結
- 中華民國僑務委員會駐泰國代表處僑務組 （页面存档备份，存于）